# Battaglia di Uedahara
La battaglia di Uedahara (上田原の戦い?) fu la prima sconfitta di Takeda Shingen e la prima battaglia dove vennero usate le armi da fuoco.
Shingen, che aveva appena conquistato il castello di Shika, guidò 7 000 uomini a nord per affrontare la minaccia rappresentata da Murakami Yoshikiyo. L'avanguardia era guidata da Itagaki Nobukata; quando caricarono gli uomini di Murakami vennero fermati e Itagaki ucciso.
Murakami fece uso di 50 ashigaru armati di archibugi cinesi, che dovevano essere da supporto agli arcieri. 700 uomini di Takeda furono uccisi, incluso Itagaki ed altri due generali Amari Torayasu e Hajikano Den'emon. Shingen stesso subì una ferita al fianco sinistro.